# Уоткинс, Тионн
Тионн Уоткинс (англ. Tionne Watkins), более известная под своим сценическим именем T-Boz (род. 26 апреля 1970, Де-Мойн) — американская R’n’B-певица, танцовщица и актриса, участница группы TLC.

## Биография
Тионн Уоткинс родилась в Де-Мойне, штат Айова в семье Джеймса и Гейл Уоткинсов. У неё афро-американские и индейские корни. В детстве у Тионн была диагностирована серповидноклеточная анемия. Врачи говорили, что она никогда не сможет иметь детей и не доживёт до 30 лет, что, однако, не подтвердилось. Когда Тионн было 9 лет, её семья переехала в Атланту, штат Джорджия.

### Музыкальная карьера
В 1991 году Тионн Уоткинс стала участницей группы TLC. Группой было продано более 65 млн копий альбомов по всему миру и она стала второй самой продаваемой группой в мире и первой в США гёрл-группой всех времён. За время своей работы в TLC Тионн Уоткинс завоевала четыре награды «Грэмми».
После смерти одной из участниц группы Лизы Лопес в апреле 2002 года, Розонда Томас и Тионн Уоткинс стали время от времени выступать дуэтом. В 2009 году они дали серию концертов в Азии и планируют выпустить новый альбом.
В конце 2011 года музыкальный телеканал VH1 объявил о планах выпустить биографический фильм о TLC, продюсерами которого станут Томас и Уоткинс. Фильм получил название CrazySexyCool: The TLC Story, а его премьера состоялась 21 октября 2013 года. Роль Тионн исполнила актриса и певица Дрю Сидора.

### Личная жизнь

#### Брак и дети
В 2000—2004 годы Тионн была замужем за рэпером Mack 10. У бывших супругов есть дочь — Чейз Анела Ролисон (род. 20.10.2000).
В мае 2016 года Тионн усыновила мальчика Чэнса (род. в марте 2016).

#### Проблемы со здоровьем
Уоткинс страдает серповидноклеточной анемией с семи лет, в чём она призналась общественности в 1996 году; она позже стала одним из представителей Ассоциации болезни в Америке. Врачи уверяли, что ей не дожить до 30 лет. В 2002 году она была госпитализирована на четыре месяца из-за вспышки серповидноклеточной анемии. Она заявила, что её вера в Бога и её оптимизм помогли ей остаться свободной от более серьёзных последствий заболевания. Болезнь усугубилась в 2000 году после рождения её дочери. Однажды, после кормления дочери грудью, она впала в кому и провела три дня без сознания.
В октябре 2009 года Уоткинс призналась в «The Early Show» на CBS и в журнале People, что она тайно боролась с потенциально смертельной опухолью мозга в течение последних трёх лет. В марте 2006 года ей был поставлен диагноз невринома слухового нерва, что повлияло на её вес, слух, зрение и движение лица. Многие врачи отказались удалить опухоль из-за возможных осложнений, связанных с серповидноклеточной болезнью, оставив ей мрачные перспективы. В конечном счёте, она перенесла операцию в больнице Сидарс-Синай в Лос-Анджелесе.

## Дискография

### В составе TLC
Альбомы:
- Ooooooohhh... On the TLC Tip (1992)
- CrazySexyCool (1994)
- FanMail (1999)
- 3D (2002)

Сборники:
- Now and Forever: The Hits (2004)
- Crazy Sexy Hits: The Very Best of TLC (2007)
- TLC 20: 20th Anniversary Hits (2013)
- 20 (2013)

### Сольная карьера
Синглы:
| Год  | Название       | Чарты      | Чарты          | Чарты            | Чарты | Альбом                          |
| Год  | Название       | US Hot 100 | US R&B/Hip-Hop | UK Singles Chart | NZ    | Альбом                          |
| ---- | -------------- | ---------- | -------------- | ---------------- | ----- | ------------------------------- |
| 1996 | «Touch Myself» | 40         | 23             | 36               | 33    | «Беглецы» (саундтрек)           |
| 2000 | «My Getaway»   | -          | 14             | 44               | -     | «Карапузы в Париже» (саундтрек) |

## Фильмография
| Год  |    | Русское название                | Оригинальное название   | Роль            |
| ---- | -- | ------------------------------- | ----------------------- | --------------- |
| 1992 | с  | CBS Особенные школьные каникулы | CBS Schoolbreak Special | 3-й рэпер       |
| 1994 | ф  | Домашняя вечеринка 3            | House Party 3           | Sex as a Weapon |
| 1997 | с  |                                 | Living Single           | Камилла Харрис  |
| 1998 | с  |                                 | One World Music Beat    | хозяйка         |
| 1998 | ф  | Живот                           | Belly                   | Тионн           |
| 2006 | мс | Класс 3000                      | Class of 3000           |                 |